# Беніаррес
Беніаррес (валенс. Beniarrés, ісп. Beniarrés) — муніципалітет в Іспанії, у складі автономної спільноти Валенсія, у провінції Аліканте. Населення — 1317 осіб (2010).

## Географія
Муніципалітет розташований на відстані близько 340 км на південний схід від Мадрида, 55 км на північ від Аліканте.

## Демографія
Динаміка населення (INE ):

## Галерея зображень

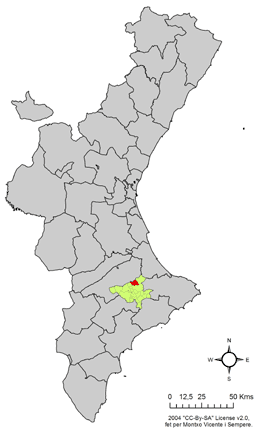
Розташування муніципалітету Беніаррес у автономній спільноті Валенсія
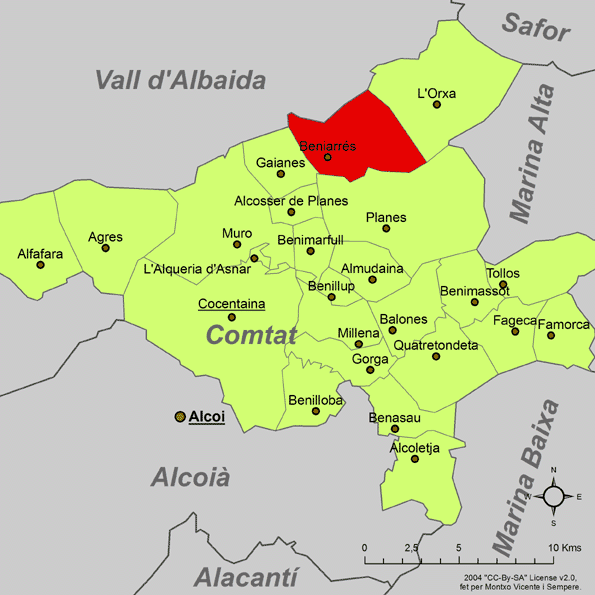
Розташування муніципалітету Беніаррес у комарці Кондадо-де-Косентайна